# Herradura Dorada

El Golden Horseshoe en Ontario.
██ Núcleo ██ Área extendida

La Herradura Dorada (en inglés, Golden Horseshoe), es una subregión del sur de Ontario, Canadá que se sitúa en el extremo oeste del lago Ontario con sus límites exteriores extendiéndose desde el lago Erie al sur y la bahía Georgiana al norte. La región está densamente poblada e industrializada. La mayor parte de ella pertenece igualmente al área metropolitana del Gran Toronto y Hamilton, al Corredor Quebec-Windsor y a la Megalópolis de los Grandes Lagos. Con una población de 8'76 millones de habitantes de 2011, la Herradura Dorada constituye más de un cuarto de la población canadiense, y contiene más de dos tercios de la población de Ontario haciendo de ella una de las mayores concentraciones de población de América del Norte. Aunque geográficamente es considerada una subregión del sur de Ontario, la Gran Herradura Dorada (Greater Golden Horseshoe) es también usada para describir a la región metropolitana que se extiende por toda el área, incluyendo centros urbanos menores fuera del núcleo de la región.
El núcleo de la región comienza en las Cataratas del Niágara en el extremo este de la península de Niágara y se extiende hacia el oeste, rodeando el extremo oeste del lago Ontario pasando por Hamilton para entonces girar  hacia el noreste para dirigirse a su ciudad principal, Toronto (en la costa noroeste del lago Ontario), antes de terminar en Oshawa, al este de Toronto. La región se adentra en todas direcciones desde la orilla del lago Ontario, hacia el suroeste hasta Brantford, hacia el oeste hasta  el área de Kitchener-Waterloo, hacia el norte hasta Barrie, y hacia el noreste hasta Peterborough. Toda la región cubre un área de aproximadamente 33500 km², de los cuales, 7300 km² (el 22%) pertenece al área protegida del Greenbelt.